# Estación de Monk (Metro de Montreal)
La estación de Monk es una estación del Metro de Montreal en el barrio Le Sud-Ouest en Montreal, Quebec, Canadá. Está gestionada por la Sociedad de Transporte de Montreal y pertenece a la Línea Verde de metro. La estación se localiza en el distrito de Ville-Émard.

## Arte y arquitectura
La estructura de estación fue diseñada por Blais & Bélanger e incluye varias obras de arte. Entre ellas, destaca la escultura Pic et Pelle del artista Germain Bergeron. La estación de Monk también es conocida por los balcones desde los que se avista la estación principal. Sin embargo, el acceso a los mismos ha sido cerrado por motivos de seguridad.
Germain Bergeron consideró diversas ideas para pensar su intervención de arte público en esta estación. Su primera idea fue crear una serie de platillos volantes suspendidos en el techo de la estación, que se moverían con el viento generado por el paso de los trenes. La propuesta fue considerada como peligrosa por las autorodidas y se canceló. 
A la actual escultura, que representa a dos trabajadores construyendo el metro, se le iba a añadir también la figura de un capataz. Esta idea no tuvo buen recibimiento por considerarse superflua y polémica.

## Origen del nombre
La estación toma su nombre del Boulevard Monk, en referencia a la familia Monk. No está claro a cuál de los miembros de la familia se hace el reconocimiento. Podría tratarse de Sir James Monk (1745-1826), un fiscal que trabajó en el Tribunal de vicealmirantazgo de Quebec entr 1778 y 1788 y después se convirtió en el Jefe de Justicia de Montreal entre 1793 y 1820. Otra teoría, es que el bulevar recibe su nombre por Frederick D. Monk. Este abogado compró, junto a Joseph-Ulric Émard unas tierras pertenecientes a la familia Davidson con el objetivo de transformarlas y desarrollarlas. Esta área se convirtió en el distrito donde se encuentra la estación: Ville-Émard.

## Conexiones con rutas de autobús
| Société de transport de Montréal | Société de transport de Montréal               | Société de transport de Montréal | Société de transport de Montréal |
| Ruta                             | Tiempo de servicio                             | Mapa                             | Programa                         |
| -------------------------------- | ---------------------------------------------- | -------------------------------- | -------------------------------- |
| 36 Monje                         | Todo el día                                    | Mapa                             | Programa                         |
| 78 Laurendeau                    | Todo el día, Fines de semana hasta las 12:00am | Mapa                             | Programa                         |
| 350 Verdun/LaSalle               | Por la noche                                   | Mapa                             | Programa                         |